# Ut pictura poesis
Ut pictura poesis ist eine lateinische Phrase und bedeutet wörtlich übersetzt „Wie die Malerei so die Poesie“.

„Ut pictura poesis; erit quae, si propius stes / te capiat magis, et quaedam, si longius abstes.

Wie ein Bild sei das Gedicht: es gibt welche, die dich mehr fesseln, wenn du näher stehst, und solche, die dich fesseln, wenn du weiter entfernt stehst.“

Der Satz ist ein Zitat aus der Epistola ad Pisones (Ars Poetica) (lat. = die Dichtkunst) des römischen Dichters Horaz. Der Brief wurde um 15 v. Chr. veröffentlicht und ist an Mitglieder der römischen Familie Piso gerichtet. In dem sogenannten Lehrbrief  erörtert Horaz Prinzipien von Malerei und Dichtkunst.
Der Brief ist in Hexametern verfasst, die Übersetzungen sind in der Regel Prosafassungen.
Der Text von Horaz war von großem Einfluss auf die Poetiken des Mittelalters und der Renaissance und wurde bis ins Zeitalter der Aufklärung von Autoren wie Alexander Pope, Denis Diderot und Gotthold Ephraim Lessing diskutiert. Die Aussage ut pictura poesis war eins der Argumente in der Paragone-Debatte der Frühen Neuzeit, in der um die Vormachtstellung der verschiedenen Künste gestritten wurde.